# Mężec

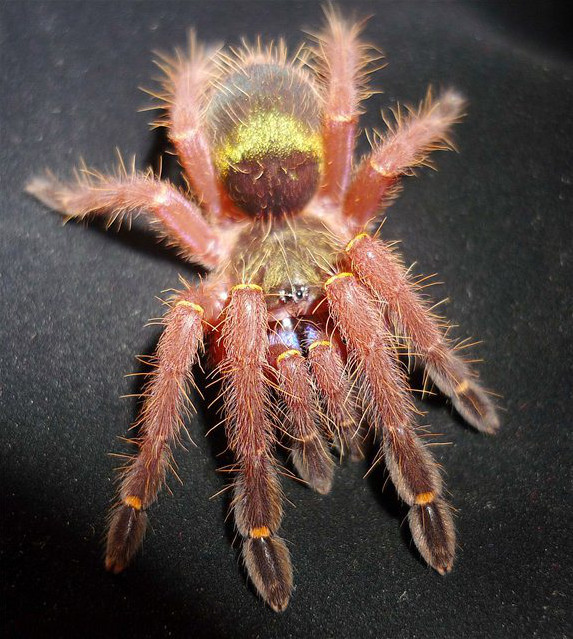
Mężec cyjanoszczęki, osobnik młodociany

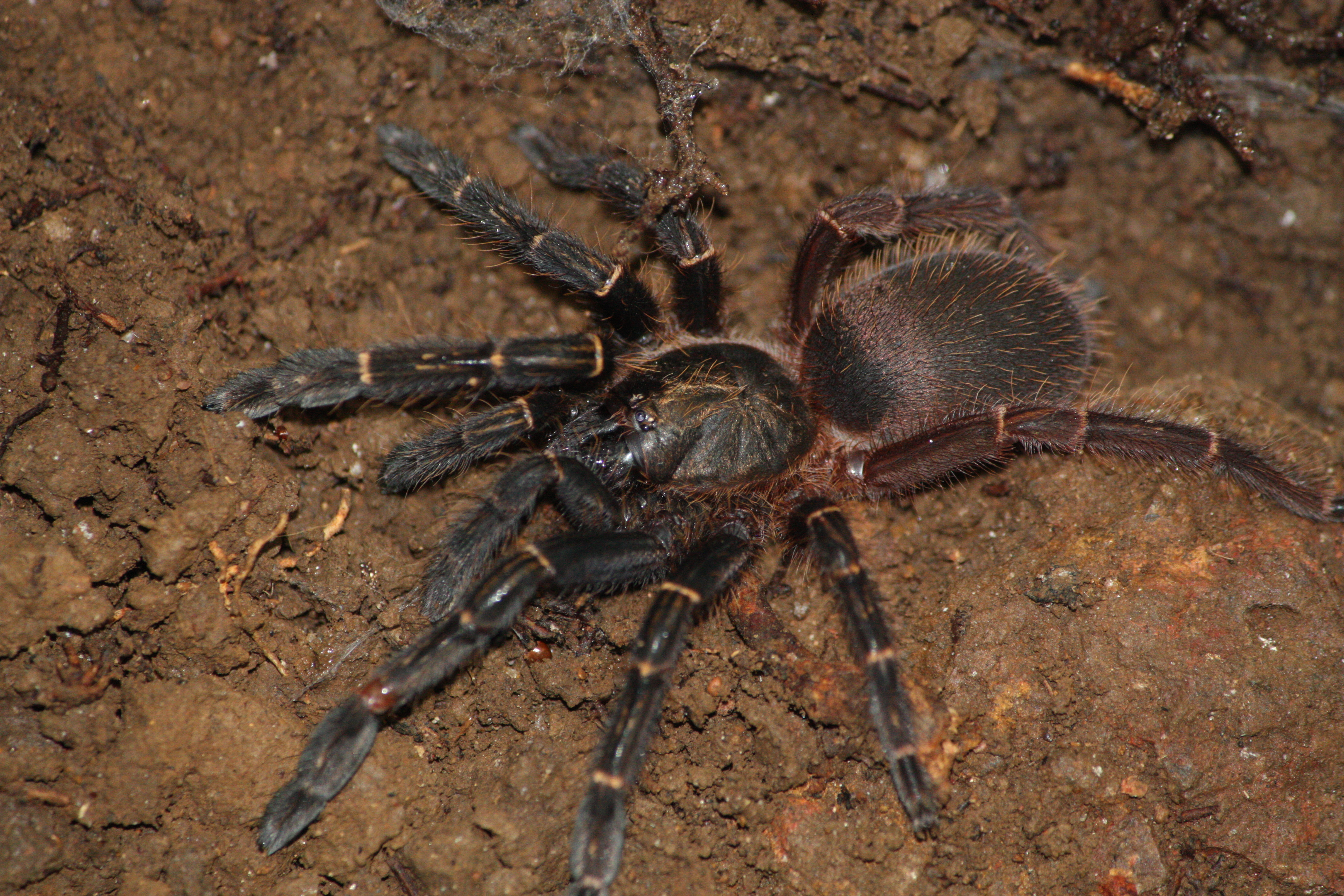
Mężec rudawy

Mężec (Ephebopus) – rodzaj pająków z infrarzędu ptaszników i rodziny ptasznikowatych. Obejmuje 5 opisanych gatunków. Zamieszkują północną Amerykę Południową.

## Morfologia
Pająki te mają dłuższy niż szeroki karapaks z lekko wyniesioną częścią głowową, wyraźnymi rowkami głowowymi i tułowiowymi, prostymi i głębokimi jamkami oraz wyraźnym, szerszym niż długim wzgórkiem ocznym. Oczy obu par przednich leżą na tej samej wysokości. Nadustek nie występuje. Szczękoczułki pozbawione są rastellum. Niewiele szersza niż dłuższa, prawie kwadratowa warga dolna ma od stu do trzystu kuspuli w przedniej połowie. Kształtem zbliżone do prostokąta szczęki mają płaty przednie wyciągnięte w stożkowate wyrostki z ponad setką kuspuli w kątach wewnętrznych. Dłuższe niż szerokie sternum ma tylną parę sigilli umieszczoną przykrawędziowo. Jako jedyni przedstawiciele Psalmopoeinae mają włoski parzące – zlokalizowane są one w łatce w odsiebnej części przednio-bocznej powierzchni ud nogogłaszczków. Są to włoski parzące typu V o igłowatym kształcie. Mierzą od 500 do 600 μm długości, od 5 do 6 μm średnicy, wyrastają pod kątem 25–30° z rozmieszczonych na powierzchni 1–2 mm kieszonek i pokryte są zadziorami o długości około 5 μm rozmieszczonymi co około 10 μm. Odnóża mają w odsiebnych częściach brzusznych powierzchni goleni i nadstopi po kilka kolców. Na całych długościach wszystkich par stóp oraz dwóch pierwszych par nadstopii występują skopule o szpatułkowatej formie. Skopule obecne są również w odsiebnych połowach nadstopi trzeciej pary i na wierzchołkach tych pary czwartej. Brak jest skopuli na tylno-bocznych powierzchniach ud ostatniej pary. Pazurki dysponują pośrodkowym szeregiem kilku niewielkich ząbków.
Samce mają na goleniach pierwszej pary odnóży apofizy (haki) goleniowe złożone z dwóch gałęzi. Nogogłaszczki samca cechuje gruszkowaty bulbus z od dwóch do trzech razy dłuższym od tegulum, wąskim embolusem pozbawionym kilów. Genitalia samicy zawierają dwie słabo zesklerotyzowane spermateki.

## Ekologia i występowanie
Rodzaj neotropikalny, znany z południowej Gujany, południowego Surinamu, Gujany Francuskiej oraz amazońskiej części Brazylii.
Ptaszniki te zasiedlają deszczowe lasy równikowe położone na nizinach i wyżynach. Swoje oprzędy budują w norkach wykopanych w podłożu lub szczelinach i próchnowiskach na pniach drzew i palm. U części gatunków norki kończą się powiększonymi komorami.

## Taksonomia
Takson ten wprowadzony został w 1892 roku przez Eugène’a Simona. Jego gatunkiem typowym autor ów wyznaczył Mygale murina, opisanego w 1837 roku przez Charlesa Athanase’a Walckenaera. Simon zaliczył ów rodzaj do podrodziny Selenocosmieae. W 1901 roku Reginald Innes Pocock przeniósł go do Avicularieae. Dwa lata później umieszczony został w podrodzinie Phoneyuseae przez Simona. W 1923 roku przeniesiony został do Aviculariinae przez Cândido Firmino de Mello-Leitão. W 1942 roku Carl Friedrich Roewer przeniósł go do podrodziny Eumenophorinae, a w 1985 roku Robert Raven do Theraphosinae. Z powrotem w Aviculariinae umieszczony został w 1991 roku przez Sylvię M. Lucas i innych. Współcześnie klasyfikowany jest zwykle w podrodzinie Psalmopoeinae, jako że szeroko zdefiniowane Avicularinae w wynikach niektórych analiz filogenetyczny jawią się jako niemonofiletyczne.
Do rodzaju tego zalicza się 5 opisanych gatunków:
- Ephebopus cyanognathus West et Marshall, 2000 – mężec cyjanoszczęki
- Ephebopus foliatus West et al., 2008 – mężec liścioplamy
- Ephebopus murinus (Walckenaer, 1837) – mężec szkieletowy
- Ephebopus rufescens West et Marshall, 2000 – mężec rudawy
- Ephebopus uatuman Lucas, Silva et Bertani, 1992 – mężec nadrzeczny